# Merchavja (mošav)
Merchavja nebo Merchavia (hebrejsky מֶרְחַבְיָה‎, anglicky Merhavia, v oficiálním seznamu sídel Merhavya Moshav) je vesnice typu mošav v severním Izraeli. Spadá pod oblastní radu Jizre'elské údolí.

## Geografie
Leží v nadmořské výšce 84 metrů ve východní části Jizre'elského údolí, které dál k jihovýchodu přechází do Charodského údolí. Severně od obce se z rovinaté krajiny prudce zvedá masiv Giv'at ha-More, ze kterého sem přitéká vádí Nachal Merchavja, jež míjí vesnici z východu a ústí do Nachal Charod, které protéká jihozápadně od vesnice.
Nachází se v oblasti s intenzivním zemědělstvím, 2 kilometry východně od města Afula, cca 77 kilometrů severovýchodně od centra Tel Avivu a cca 38 kilometrů jihovýchodně od centra Haify.
Na dopravní síť je mošav napojen pomocí dálnice číslo 71.

## Dějiny
Merchavja byla založena roku 1922, má ale starší sídelní tradici v roce 1911. Byla první novověkou židovskou osadou v Jizre'elském údolí. Vznik osídlení tu byl umožněn transakcí z roku 1910, při které zde sionistická organizace získala první zemědělské pozemky v centrální části Jizre'elského údolí. K založení osady došlo pak 24. ledna 1911. Potřebné převody pozemků (10 000 dunamů = 10 kilometrů čtverečních) v tomto regionu provedl Jehošua Chankin. Už v říjnu 1910 sem přišli první obyvatelé, mezi které patřili členové kvucy Kibuš a dělníci druhé aliji. Počátkem roku 1911 začalo obdělávání pozemků.
Vesnice byla založena na družstevním základě, podle idejí německo-židovského teoretika Franze Oppenheimera. Ten navrhl, aby se v tehdejší turecké Palestině zakládaly zemědělské samosprávné osady. Jejich utváření mělo probíhat ve třech fázích. V první fázi měla být založena komerční farma vedená odborníky, jejíž členové by byli pouhými placenými zaměstnanci. V druhé fázi měli zaměstnanci přejímat odpovědnost za chod farmy a ve třetí by se rozhodli pro kolektivní nebo individuální hospodaření. Tak vznikla Kooperacija ("קואופרציה") – pokusná kolektivní komunita.
Měla fungovat jako družstevní farma s diferencovanými mzdami a byla založena s pomocí Arthura Ruppina, Jehošuy Chankina, Anglo-palestinské banky a Elijahu Blumenfelda. V roce 1915 navrhl Alexander Baerwald první zděnou budovu a uliční síť s centrálním náměstím.
Roku 1914 farmu Kooperacija převzala skupina zemědělských dělníků, ale kvůli vypuknutí první světové války byla neúspěšná. Experiment s farmou Kooperacija selhal také pro spory mezi vedením a zaměstnanci. Vesnice byla navíc vystavena útokům okolních Arabů (v září 1912). I po krachu Kooperacije zůstávalo na místě několik osadníků. Ty po první světové válce doplnili noví lidé (židovští přistěhovalci z Polska a obyvatelé Tel Avivu). V roce 1922 tak došlo k faktickému novému založení osady, která se roku 1924 ustavila jako mošav (konkrétně mošav ovdim).
V roce 1929 vznikla nedaleko mošavu vesnice typu kibuc se stejným názvem, který se ale vyvíjí administrativně jako samostatná obec.
Roku 1949 měl mošav Merchavja 309 obyvatel a rozlohu katastrálního území 8537 dunamů (8,537 kilometrů čtverečních).
Na přelomu 80. a 90. let 20. století vesnice prošla v době ekonomické krize izraelských mošavů transformací a otevřela se i nově příchozím individuálním uchazečům o pobyt. Fungují zde zařízení předškolní péče o děti. Základní škola je k dispozici v sousedním kibucu Merchavja. V obci jsou sportovní areály, obchod a zdravotní středisko.
Název mošavu je odvozen od verše z knihy Žalmů, konkrétně z Žalmu 118:5.
| „            | V soužení jsem volal Hospodina, Hospodin mi odpověděl, daroval mi volnost. | “ |
| — Žalm 118:5 |                                                                            |   |

V metaforickém významu: „Hospodin mě osvobodil.“ Tj. zkušenosti Židů, kteří se přistěhovali do Izraele (resp. Palestiny) a dosáhli tak nové domoviny bez soužení perzekuce.

## Demografie
Obyvatelstvo mošavu Merchavja je sekulární. Podle údajů z roku 2014 tvořili naprostou většinu obyvatel v mošavu Židé (včetně statistické kategorie „ostatní“, která zahrnuje nearabské obyvatele židovského původu ale bez formální příslušnosti k židovskému náboženství).
Jde o menší sídlo vesnického typu s dlouhodobě rostoucí populací. K 31. prosinci 2014 zde žilo 639 lidí. Během roku 2014 registrovaná populace klesla o 2,6 %.
| Rok            | 1948 | 1949 | 1961 | 1972 | 1983 | 1995 | 2001 | 2003 | 2004 | 2005 | 2006 | 2007 | 2008 | 2009 | 2010 | 2011 | 2012 | 2013 | 2014 |
| -------------- | ---- | ---- | ---- | ---- | ---- | ---- | ---- | ---- | ---- | ---- | ---- | ---- | ---- | ---- | ---- | ---- | ---- | ---- | ---- |
| Počet obyvatel | 236  | 309  | 281  | 227  | 247  | 346  | 554  | 649  | 658  | 685  | 722  | 756  | 756  | 647  | 654  | 651  | 650  | 656  | 639  |